# Departamento Cruz Alta
Das Departamento Cruz Alta liegt im Osten der Provinz Tucumán im Nordwesten Argentiniens und ist eine von 17 Verwaltungseinheiten der Provinz. Es grenzt im Norden an das Departamento Burruyacú, im Osten an die Provinz Santiago del Estero, im Süden an das Departamento Leales und im Westen an die Departamentos Lules, Capital und Tafí Viejo.
Nach dem Departamento Capital ist Cruz Alta mit 162.240 Einwohnern das bevölkerungsreichste Departamento Tucumáns. Die beiden wichtigsten Gemeinden sind die Departamentshauptstadt Banda del Río Salí und Alderetes.

## Wirtschaft
Im Westen des Departamento Cruz Alta haben sich eine Reihe bedeutender Industriebetriebe angesiedelt. Die wichtigsten sind die größte Zuckerfabrik der Provinz, das Ingenio Concepción, und die Niederlassung des schwedischen Lastwagenproduzenten Scania. Von Bedeutung sind auch die Aceitera General Deheza (AGD) und Refinor (Refinerías del Norte). In der Nähe von Lastenia befindet sich die Zona Franca de Tucumán.
Der Osten des Departamentos wird vorwiegend landwirtschaftlich genutzt, wobei der Zuckerrohranbau dominiert.

## Verkehrsanbindung
Die Ruta Nacional 9 durchquert das Departamento und bildet die wichtigste Verkehrsverbindung zwischen der Provinzhauptstadt San Miguel de Tucumán und der Provinz Santiago del Estero.
In der Gemeinde Cevil Pozo befindet sich der internationale Flughafen Teniente Benjamín Matienzo, der einzige Flughafen der Provinz Tucumán.

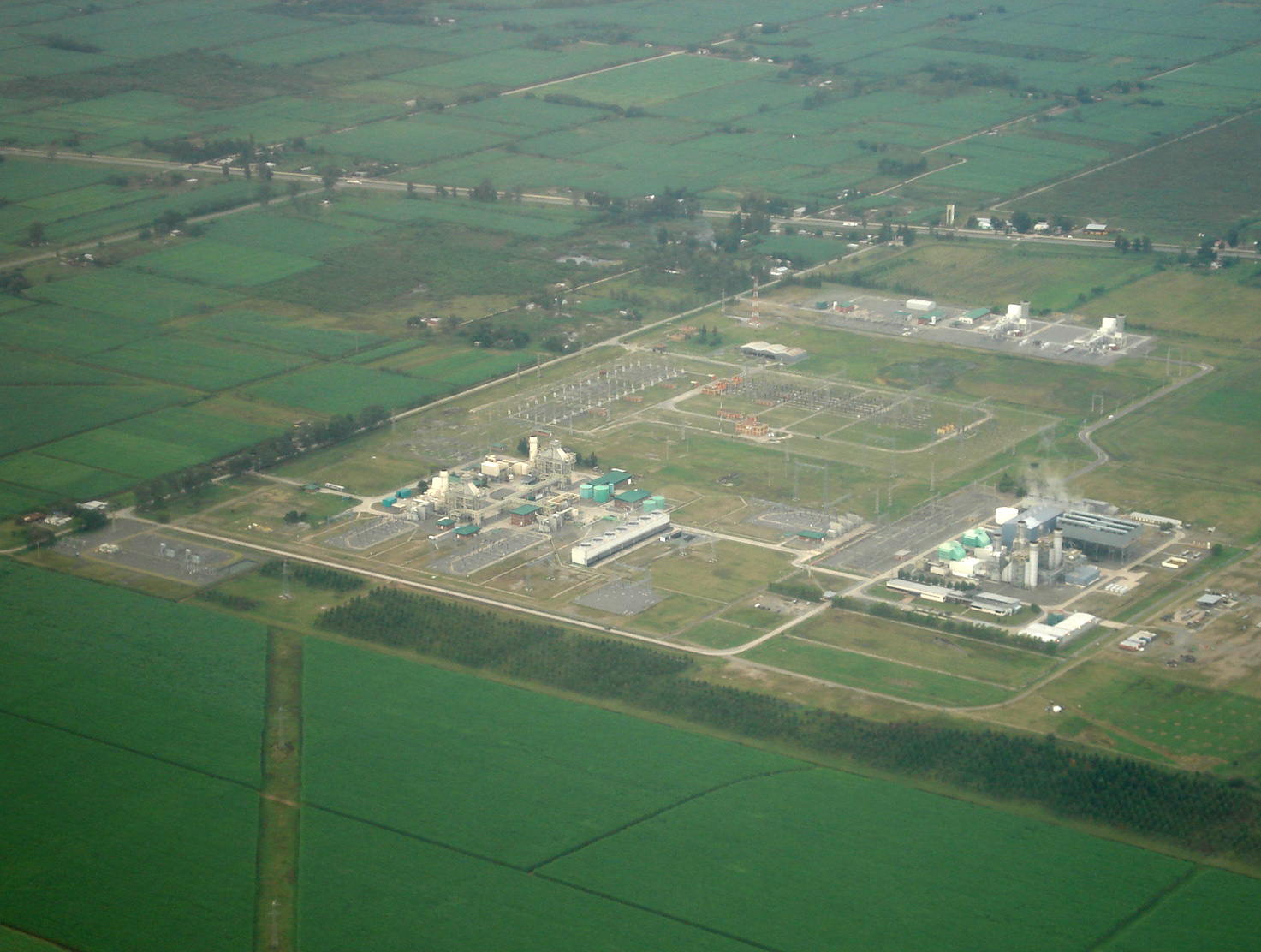
Central Termoeléctrica El Bracho, Cruz Alta, Tucumán

## Städte und Gemeinden
Das Departamento Cruz Alta ist in folgende Gemeinden (Municipios) unterteilt:
- Alderetes
- Banda del Río Salí
- Colombres
- Delfín Gallo
- El Bracho y El Cevilar
- El Naranjito
- La Florida y Luisiana
- Las Cejas
- Los Bulacio y Los Villagra
- Los Pereyras
- Los Pérez
- Los Ralos
- Ranchillos y San Miguel
- San Andrés

Koordinaten: 26° 48′ S, 65° 6′ W